# Miss International 2006
Miss International 2006, quarantaseiesima edizione di Miss International, si è tenuta presso il Beijing Exhibition Centre di Pechino, in Cina l'11 novembre 2006. La venezuelana Daniela Di Giacomo è stata incoronata Miss International 2006.

## Risultati

### Piazzamenti
| Risultato finale        | Concorrente |
| ----------------------- | --- |
| Miss International 2006 | - Venezuela - Daniela Di Giacomo |
| 2ª classificata         | - Panama - Mayte Sánchez González |
| 3ª classificata         | - Corea del Sud - Jang Yoon-seo |
| Semifinaliste           | - Cina - Chen Qian - Colombia - Karina Guerra Rodriguez - Giappone - Mami Sakurai - Guadalupa - Meryta Melina - India - Sonali Sehgal - Porto Rico - Sharon Gómez - Rep. Dominicana - Wilma Abreu Nazario - Spagna - Sara Sánchez Torres - Thailandia - Vasana Wongbuntree |

### Riconoscimenti speciali
- Most Vibrant:  Brasile - Maria Cláudia Barreto de Oliveira
- Most Beautiful Smile:  Hong Kong - Koni Lui
- Miss Best Language:  Russia - Elena Vinogradova
- Miss Best Style:  Venezuela - Daniela Di Giacomo
- Miss Friendship:  Hong Kong - Koni Lui
- Miss Goodwill:  Porto Rico - Sharon Gómez
- Miss Photogenic in China:  Finlandia - Karoliina Yläjoki
- Miss Photogenic in Japan:  Thailandia - Vasana Wongbuntree
- Best National Costume:  Panama - Mayte Sánchez González
- Best Figure:  Colombia - Karina Guerra Rodriguez
- Best Overall Style:  Spagna - Sara Sánchez Torres
- Best Preliminary Performance:  Germania - Hiltja Müller
- Compassionate Award:  Cina - Chen Qian

## Concorrenti
- Aruba - Luizanne (Zenny) Donata
- Australia - Karli Smith
- Bolivia - Pamela Justiniano Saucedo
- Brasile - Maria Cláudia Barreto de Oliveira
- Canada - Emily Kiss
- Cina - Chen Qian
- Cipro - Elena Georgiou
- Colombia - Karina Guerra Rodriguez
- Corea del Sud - Jang Yoon-seo
- Ecuador - Denisse Elizabeth Rodriguez Quiñónez
- Egitto - Elham Wagdi Fadel
- Etiopia - Fethiya Mohammed Seid
- Filippine - Denille Lou Valmonte
- Finlandia - Karoliina Yläjoki
- Francia - Marie-Charlotte Meré
- Germania - Hiltja Müller
- Giappone - Mami Sakurai
- Guadalupa - Melina Aurelie Meryta
- Guatemala - Mirna Lissy Salguero Moscoso
- Honduras - Lissa Diana Viera Sáenz
- Hong Kong - Koni Lui
- India - Sonali Sehgal
- Isole Marianne Settentrionali - Shequita Bennett
- Kenya - Rachel Nyameyo
- Malaysia - Iris Hng Choy Yin
- Martinica - Murielle Desgrelle
- Messico - Alondra del Carmen Robles Dobler
- Mongolia - Bolortuya Dagva
- Nigeria - Misel Uku
- Norvegia - Linn Andersen
- Nuova Caledonia - Fabienne Vidoire
- Nuova Zelanda - Claire Beattie
- Panama - Mayte Sánchez González
- Perù - Lissy Consuelo Miranda Muñoz
- Polonia - Marta Jakoniuk
- Porto Rico - Sharon Gómez
- Rep. Ceca - Katerina Pospisilova
- Rep. del Congo - Maurielle Nkouka Massamba
- Rep. Dominicana - Wilma Abreu Nazario
- Russia - Elena Vinogradova
- Serbia e Montenegro - Danka Dizdarevic
- Singapore - Genecia Luo
- Slovacchia - Dagmar Ivanova
- Spagna - Sara Sánchez Torres
- Sri Lanka - Gayesha Parera
- Sudan - Rebecca Chor Malek
- Taiwan - Liu Tzu-Hsuan
- Tanzania - Angel Delight Kileo
- Thailandia - Vasana Wongbuntree
- Turchia - Asena Tugal
- Ucraina - Inna Goruk
- Venezuela - Daniela Di Giacomo
- Vietnam - Vu Ngoc Diep